# Пятнистые скунсы
Пятнистые скунсы (лат. Spilogale) — род млекопитающих из семейства скунсовых (Mephitidae).

## Описание
Самые маленькие в своём семействе. Длина тела от 11 до 35 см, хвоста — до 22 см. Масса не больше 1 кг. Голова небольшая, притуплённая на конце, с крупными глазами. Когти на передних лапах заметно длиннее, чем на задних. Имеют характерную чёрную окраску с белыми полосами на теле, разбитыми на отдельные пятна. На лбу обычно имеется белое пятно. Хвост пушистый с белой кисточкой. Шерсть мягкая.
Как и все скунсовые, вырабатывают секрет, обладающий резким неприятным запахом и способный вызвать сильное жжение слизистой. Могут выбрызгивать струю секрета на расстояние до 3,5 м. Для обеспечения более меткого разбрызгивания секрета эти зверьки встают на передние лапы и поднимают вверх заднюю часть тела.

## Образ жизни
Всеядны. Питаются растительными кормами, насекомыми, грызунами, пресмыкающимися, падалью, иногда птицами и их яйцами.
Для жизни предпочитают укромные и сухие места (дупла деревьев, норы и т. д.). Избегают болот и густых лесов. Ведут ночной образ жизни. Прекрасно лазают по деревьям.

## Ареал
Распространены от юго-запада Канады до Коста-Рики.

## Классификация
В род включают 4 вида:
- Spilogale angustifrons Howell, 1902
- Spilogale gracilis Merriam, 1890 — Малый скунс
- Spilogale putorius Linnaeus, 1758 — Пятнистый скунс
- Spilogale pygmaea Thomas, 1898 — Карликовый скунс[2]